# Джеймс, Ленни
Ленни Джеймс (11 октября 1965 года) — британский актёр и драматург, известный по фильму «Большой куш», сериалам «Иерихон»,«Ходячие мертвецы» и другим.

## Ранняя биография
Родился в семье выходцев из Тринидада, которые переехали в Великобританию, где в городе Ноттингем в 1965 году и родился актёр. Мать актёра, Мэри Филлис Джеймс, умерла когда Ленни Джеймсу исполнилось 12 лет. Будущий актёр и его старший брат провели несколько лет в детском доме. В возрасте 16 лет Ленни Джеймс был принят в семью социального работника работающего в этом детском доме, у которого уже было двое детей. Ленни сохранил с этой семьёй очень тёплые отношения. Год спустя он написал свою первую пьесу.
Состоит в фактическом браке с Джизель Гройсмэн от которой у него трое детей — Роми и двойняшки, Джорджия и Селин.

## Карьера
Д. Ленни поступил в Гилдхоллскую школу музыки и театра, которую с успехом окончил в 1988 году. Снялся в таких фильмах как «Большой куш», «Круглосуточные тусовщики» и «Сахара».
Играл главные и эпизодические роли в сериалах: «Государство в государстве», «Ходячие мертвецы», «Призраки», а также в постапокалиптическом сериале «Иерихон».

## Фильмография
| Год         | Название                  | Роль                                   | Примечание              |
| ----------- | ------------------------- | -------------------------------------- | ----------------------- |
| 1998        | Затерянные в космосе      | Джеб Вокер                             | в эпизодах              |
| 1998        | Отверженные               | Анжольрас                              |                         |
| 1998        | Среди гигантов            |                                        |                         |
| 1999        | Любовники                 |                                        |                         |
| 2000        | Большой куш               | Сол                                    |                         |
| 2001        | Подарок судьбы            |                                        |                         |
| 2002        | Круглосуточные тусовщики  | Алан Эразмус                           |                         |
| 2002        | Призраки                  |                                        |                         |
| 2005        | Сахара                    | генерал Казим                          |                         |
| 2006 — 2008 | Иерихон                   | Роб Хокинс                             | 29 эпизодов, телесериал |
| 2006        | Государство в государстве |                                        |                         |
| 2007        | Территория вне закона     |                                        |                         |
| 2006 — 2008 | Иерихон                   | Роберт Хоукинс                         |                         |
| 2009        | Заключённый               | 147                                    |                         |
| 2009        | Обмани меня               | Терри 'Тел' Марш                       |                         |
| 2010 — 2011 | Живая мишень              | Баптист                                | телесериал              |
| 2010 — 2018 | Ходячие мертвецы          | Морган Джонс                           | 34 эпизода, телесериал  |
| 2010        | Три дня на побег          | Лейтенант Нэблси                       |                         |
| 2010 — 2011 | Жеребец                   | Чарли, сутенёр                         | 15 эпизодов, телесериал |
| 2011        | Коломбиана                | спецагент Росс                         |                         |
| 2012        | По долгу службы           | Тони Гейтс, старший детектив-инспектор | 5 эпизодов, телесериал  |
| 2012        | Напролом                  | спецагент Гарри Шоу                    |                         |
| 2013        | Низкое зимнее солнце      | Джо Геддас                             | 10 эпизодов, телесериал |
| 2014        | Зной                      | Бишоп                                  |                         |
| 2014        | Джеймс Браун: Путь наверх | Джо Браун                              |                         |
| 2015        | Critical                  | Глен Бойл                              | 13 эпизодов, телесериал |
| 2017        | Бегущий по лезвию 2049    | мистер Коттон                          |                         |
| 2018 — 2023 | Бойтесь ходячих мертвецов | Морган Джонс                           | 61 эпизод, телесериал   |
| 2024        | Конец                     |                                        |                         |